# Fidelis B. Layog

Fidelis B. Layog, 2019

Fidelis Bautista Layog (* 20. November 1968 in Dagupan, Philippinen) ist ein philippinischer Geistlicher und römisch-katholischer Weihbischof in Lingayen-Dagupan.

## Leben
Fidelis B. Layog empfing am 29. April 1996 das Sakrament der Priesterweihe für das Erzbistum Lingayen-Dagupan.
Am 18. März 2019 ernannte ihn Papst Franziskus zum Titularbischof von Girus Tarasii und zum Weihbischof in Lingayen-Dagupan. Der Erzbischof von Lingayen-Dagupan, Socrates Buenaventura Villegas, spendete ihm am 8. Mai desselben Jahres in der Kathedrale von Dagupan City die Bischofsweihe. Mitkonsekratoren waren der Bischof von Laoag, Renato Pine Mayugba, und der Bischof von Tarlac, Enrique V. Macaraeg.
Vom 14. Januar 2020 bis zum 19. März 2024 verwaltete er zusätzlich das vakante Bistum Alaminos als Apostolischer Administrator.